# Frid Wänström
Frid Benjamin Filippus Wänström, född 8 maj 1905 i Lidköping, död 11 september 1988 i Linköping, var  en svensk civilingenjör som efter KTH 1932 var anställd vid flygstyrelsen (föregångare till flygförvaltningen), från 1936 chef för beräkningsavdelningen Saab AB i Linköping.
Frid Wänström är omtalad för att inför arbetet med Saab 29 Tunnan. Tunnan var det första stridsflygplanet i Sverige med pilvingar. Information om pilvingar kom från Schweiz och ska ha inkluderat ritningar på Messerschmitts Me P1101, P1110, P1111 och P1112. SAAB:s projektchef Frid Wänström hämtade 1945 dessa hemliga papper från Schweiz till Sverige. Handlingarna kom från ingenjörer från Messerschmitt som flytt till Schweiz i slutet av andra världskriget.
Frid Wänström deltog även i de följande Saab-projekten Saab 32 Lansen, Saab 35 Draken och Saab 37 Viggen.
Frid Wänström tilldelades Thulinmedaljen både i silver och guld, samt bidrog till bildandet av Saabs veteranförening. Han är begravd på Vårdnäs kyrkogård.